# (73390) 2002 LE14
(73390) 2002 LE14 – planetoida z pasa głównego asteroid okrążająca Słońce w ciągu 4,69 lat w średniej odległości 2,8 j.a. Odkryta 6 czerwca 2002 roku.